# Pedro Monteiro Sampaio
Pedro Monteiro Sampaio (Parnaíba, 12 de fevereiro de 1924 – 8 de julho de 2016) foi um médico brasileiro.
Graduado na Faculdade Nacional de Medicina, onde concluiu doutorado e lecionou neurologia. Foi eleito membro da Academia Nacional de Medicina em 1980, sucedendo José Ribeiro Portugal na Cadeira 32, que tem Antônio Félix Martins como patrono.